# 紹西山
15°01′59″S 72°06′38″W / 15.03306°S 72.11056°W
紹西山（Sawsi），是秘魯的山峰，位於該國南部阿雷基帕大區，由查查斯區和奧爾科潘帕區負責管轄，屬於安地斯山脈的一部分，海拔高度4,942米。